# Palazzo del Renaissance Hotel Mediterraneo
Il Palazzo del Renaissance Hotel Mediterraneo è un palazzo ubicato in via Ponte di Tappia a Napoli.
Costruito nel 1958, durante l'attività speculativa portata dal sindaco Achille Lauro, è un elegante esempio di architettura razionalista. Il palazzo, che storicamente ospita l'Hotel Mediterraneo, fu progettato da Ferdinando Chiaromonte (Napoli, 1902 − Ivi, 1985) e recentemente è stato oggetto di un recupero formale degli esterni e di restyling negli interni.
L'edificio, che conta 13 piani, si mostra con una soluzione di struttura polifunzionale: una tipologia a blocco per l'hotel ed appartamenti, una galleria commerciale al pian terreno ed un'autorimessa. Il progetto è composto da un prisma che poggia sul basamento. Il prisma è ritmato da un reticolo strutturale e da campiture in mattoni di litoceramica. Nella parte basementale, caratterizzata dalla presenza di un porticato su tre lati si aprono una galleria di negozi e la hall dell'Hotel.

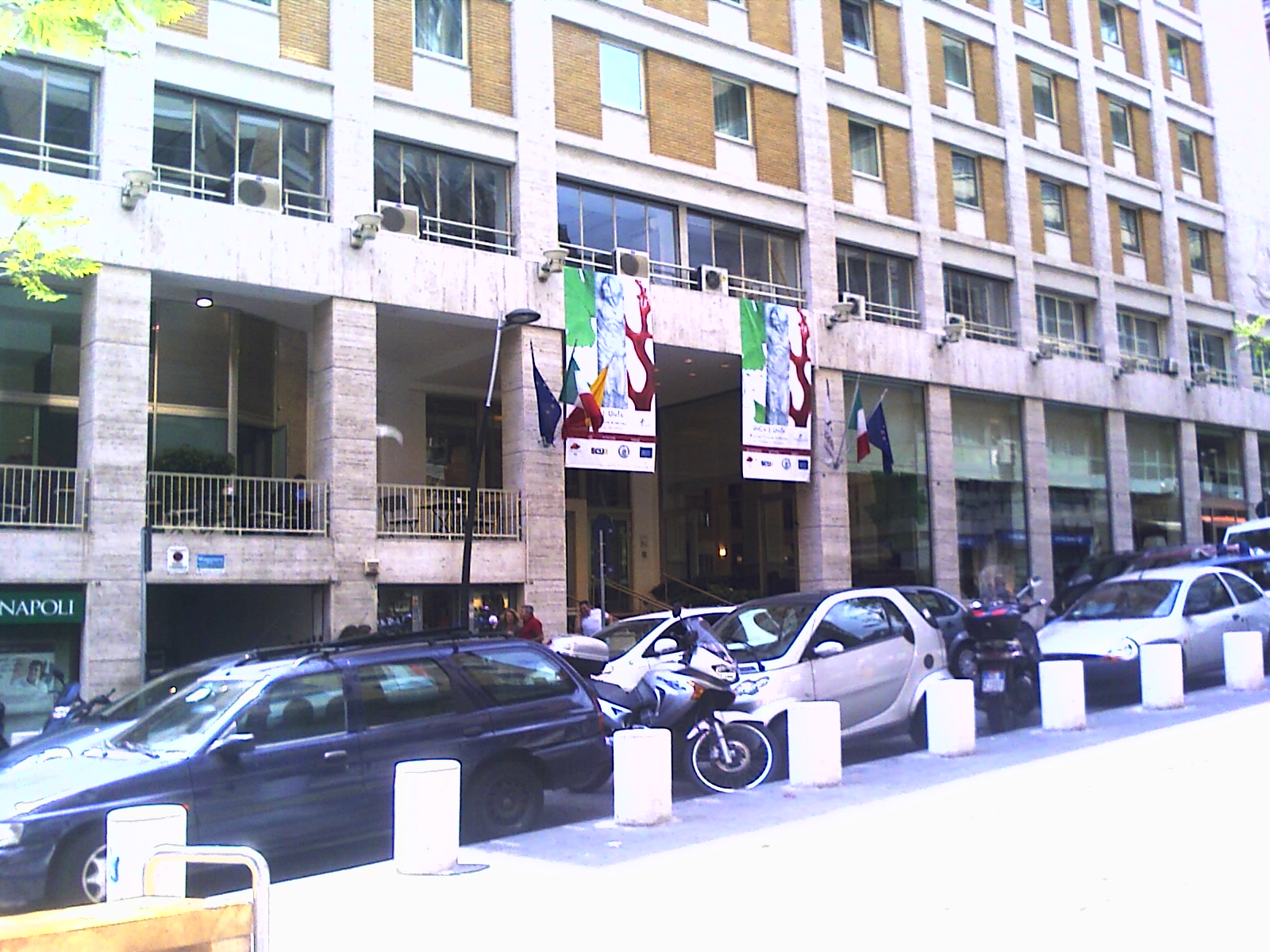
Porticato